# 趙高
趙 高（ちょう こう、拼音: Zhào Gāo、? - 紀元前207年）は、秦の政治家。弟に趙成。

## 生涯
本節では主に『史記』における内容を元に記述するが、『趙正書』など他の資料では食い違う点も見られる（後述）。

### 始皇帝の寵臣
趙高は趙の遠縁の公族として生まれるも、幼少時に母親が罪を犯した。この時、趙高が宮刑に処されており、のち秦に宦官として仕えたという説が知られるが、これには疑問が呈されている（後述）。
実際に趙高が始皇帝にいつから仕えたのかは、『史記』秦始皇本紀に一切記されておらず、不明である。勤勉で法律に詳しいことから、始皇帝の末子の胡亥のお守役を拝命した。その後は晩年期の始皇帝にその才能を寵愛されることになり、始皇帝の身辺の雑務を全てこなした。

### 皇帝の操り手
始皇帝の五度目の行幸にも参加するが、始皇帝が行幸中に病死すると、丞相の李斯を強引に抱き込み、その遺言を書き換えて、太子の扶蘇を自決に追い詰め、末子の胡亥を即位させる（沙丘の変）。
この時、遺言には扶蘇が葬儀を取り仕切るよう記されていた。すなわち実質上の後継指名である。これもあり、即位することを胡亥は躊躇ったが、その説得の際に趙高が放った台詞が「断じて行えば鬼神もこれを避く」である。
そして、自ら郎中令（九卿の一。宮門をつかさどる）に就任し、胡亥を丸め込み、宮中に籠らせて贅沢三昧の生活をさせ、自らは代わって政務を取り仕切って実権を握った。胡亥の傀儡ぶりは著しく、丞相李斯ですら趙高の仲介なくしては胡亥に奏上も適わなかった程であった。
政策は基本的には始皇帝の方針を引き継いだが、皇帝の権威、即ち自らの権威を高めることに腐心し、阿房宮の大規模な増築を進め、人民に過重な労役を課す。
また、蒙恬と秦の公子将閭や2人の弟たち・公子高など有力者や敵対者を悉く冤罪で処刑した。これにより悪臣などが増え、政治に対する不平不満は増大、始皇帝在位時は豊富であった人材も枯渇することとなり、恐怖政治を敷いたことと合わせて趙高は大いに人民から恨みを買うことになった。

### 秦帝国の滅亡と趙高の最期
天下に満ちた怨嗟は、陳勝・呉広の乱の挙兵をきっかけに、枯野へ火を放ったように一気に全土での反乱として現れた。事態を憂慮し、対策と改革が必要と考えた李斯と、現状保持に拘る趙高は対立を深め、ついに趙高は胡亥に讒言して、李斯を腰斬で処刑させ、自分が後任の丞相となった。その間にも反乱は広がり、主力軍でもある名将章邯が項羽に敗れた際も、趙高は増援を送るどころか敗戦の責任をなすりつけようとしたため、章邯は項羽率いる楚に20万の兵と共に降伏し、秦帝国の崩壊は決定的となった。
その間も胡亥は何も知らされていなかったが、都である咸陽のすぐ近くにまで劉邦の軍勢が迫ると趙高はさすがに隠し切れぬと思い、皇帝の胡亥を弑する計画を練った。この際に群臣が自分のいうことを聞くかどうかで、ある事を試みた。
趙高が宮中に「珍しい馬がおります」と鹿を連れてきた。 皇帝は「丞相はどうかしたのか、これは鹿ではないか」と言ったが、「これは馬です。君らはどう思うか?」と黙り込む群臣に聞いた。趙高の権勢を恐れる者は馬と言い、屈しない者は鹿と言った。趙高はその場はちょっとした余興ということで納めたが、後日、鹿だと答えた官吏を、軒並み捕らえて処刑した。このエピソードが「馬鹿」の由来の一説である故事成語『指鹿為馬・鹿を指して馬となす（道理に合わないことを、権力を背景に無理に言いくるめる）』である。
二世3年（紀元前207年）8月、趙高は反対者を粛清したのち、謀反して胡亥を弑逆した（望夷宮の変）。趙高は胡亥の死体から玉璽を奪って身に帯びて、秦の帝位（もしくは王位）につこうとしたが、側近や百官は趙高に従わなかった。趙高は殿上に登ろうとしたが、宮殿は三度も崩壊しようとした。趙高は天が自分に味方せず、自分が支配者になることを秦の群臣が許さないことを理解した。この時、劉邦軍と密かに内通を画策していたが、劉邦からは全く相手にされていなかった。
同年9月、胡亥の後継として、人望の厚い子嬰 に玉璽を授けて秦王として即位させ、全てを胡亥のせいにすることで自身への非難をかわそうとする。だが、趙高は彼を憎悪する子嬰と韓談らによって、子嬰の屋敷に呼び出されて殺害され、一族も皆殺しにされた。

### 死後
趙高の死より、秦国内は大いに士気が高まったが、時既に遅く、既に関中へ劉邦軍が入っており、咸陽の目前に迫っていた。子嬰は観念して降伏し、ついに秦は滅亡した。

## 『史記』以外での記述
『史記』と同時期である北京大学所蔵の前漢代の竹簡資料の一つである『趙正書』によると、趙高が始皇帝の遺言を書き換えた沙丘の変に関しての記述はなく、始皇帝は自ら後継者を胡亥に選んだ上で死去したとされている。またその最期に関しての記述も史記とは異なっており、項羽に降った章邯によって殺されたと記述されている。

## 逸話
『拾遺記』（王嘉著）に記される秦代の宦官趙高にまつわる伝説的記述を指す。史書『史記』とは異なり、趙高を「仙術を修めた異能の人物」「死後青鳥となって昇天した存在」として描くことで、秦王朝滅亡の謎を神秘化した物語群である。
秦王子嬰が即位して百日目、趙高に暗殺されようとした夜、望夷宮で夢を見る。身長十丈（約24メートル）、髭と髪が真っ黒で、赤玉の履（赤玉舄）を履いた巨漢が「天の使者」を名乗り現れ、「同姓の者が汝を誅殺せんとしている」と警告した。『拾遺記』はこの巨人を始皇帝の霊魂と解釈する。始皇帝が崩御した地「沙丘」から来たと述べ、秦の滅亡を予言したとされる。子嬰は夢の警告から趙高を咸陽獄に投じるが、趙高は以下のように「不死の身体」を示す:井戸に吊るしても7日間溺死せず。大釜で煮ても7日間沸騰せず。獄吏は趙高の懐から「雀卵大の青い丸薬」（青丸）を発見。方士たちは「趙高の先祖は方士・韓終から丹法を学び、冬は氷上、夏は炉上でも寒暑を感じない術を得た」と説明した。趙高は最終的に剣で殺されるが、その死体を道路に放置すると、千家の民が涙を流して弔った。その直後、趙高の屍から青い雀（青鳥）が飛び立ち、雲の中へ消えたと伝えられる。青鳥は西王母の使者とされ、趙高の「仙術修練の証」と解釈されている。
秦王室（嬴姓趙氏）と趙高は共に「趙」氏を名乗るため、夢の警告は「同族の謀反」を示唆する。後世の解釈では、趙高を「趙国滅亡の怨念が化した存在」とする説（清・尤侗『艮斎雑説』）も生まれた。

## 後世における評価
趙高は秦帝国を私物化し、保身のため忠臣賢臣を謀殺するに足らず皇帝をも殺し、天下万民からも恨みを買い、帝国滅亡の原因となったため、悪臣の象徴として後世でも引き合いに出されている。唐の太宗は趙高を後漢の少帝弁を弑逆した董卓と並べて非難している。また、梁啓超は趙高を後漢の十常侍、唐の李林甫、宋の蔡京・秦檜・韓侂冑、明の魏忠賢とともに非難している。
日本でも『平家物語』において、漢の王莽、南朝梁の朱异、唐の安禄山とともに趙高が引き合いに出され、天下を私した結果滅んだ例として紹介されている。

## 趙高非宦官説
『史記』蒙恬列伝には、「趙高の昆弟数人、皆隠宮に生まる。」という記述がある。この記述について、注釈書の『史記集解』・『史記索隠』は、ともに「隠宮」を宦官のことと解釈している。また、「隠宮」という語は秦始皇本紀にも見え、『史記正義』はそれを宮刑のことと解している。こうした『史記』の注釈書（三家注）から、趙高が宦官であったという理解が広まることとなった。
しかし、滝川亀太郎『史記会注考証』は中井積徳の文を引き、趙高には閻楽という女婿がいることから、生まれてすぐに宦官になったわけではないとしている。そうであれば、秦に官吏として仕える途中で罪を犯したか、もしくは連座により宮刑に処せられたと思われる。また、趙高は貧家に生まれ、多くの兄を養うために自ら宦官を志願して秦に仕えたのだとする説もある。
その後、新たに出土した竹簡史料を根拠に、そもそも趙高が宦官でなかったとする説が唱えられている。馬非百は蒙恬列伝の「隠宮」は「隠官」の誤写であると指摘している。「隠官」という語は睡虎地秦簡・里耶秦簡・張家山漢簡に見え、刑期が満了した人が働く場所、またはその身分をいう。つまり、趙高は宮刑や去勢を受けたわけではなく、宦官ではなかったということになる。鶴間和幸は、『史記索隠』・『史記正義』が作られた唐代には宦官の政治的弊害が大きかったため、趙高が宦官と理解されたという見解を示している。